# Raúl Danda
Raúl Manuel Danda (Cabinda, 13 de novembro de 1957 - Luanda, 8 de maio de 2021) foi um político angolano, e diretor do grupo parlamentar da União Nacional para a Independência Total de Angola (UNITA), além de vice-presidente do partido. Formado em administração de empresas e economia pela Universidade Lusíada de Angola, trabalhou por sete anos na Embaixada dos EUA em Luanda.
Em 2006, ele foi detido por 29 dias e acusado de crimes contra a segurança do Estado. Não foi beneficiado por liberdade condicional ou prisão relaxada.
Morreu em 8 de maio de 2021, aos 63 anos.

## Carreira
- 1991-1992: Diretor Geral de Informação - UNITA
- 1992: Sub-editor e locutor na Rádio Nacional de Angola
- 1992-2001: Secretário da Informação - Tendência do pensamento democrático - TRD
- 1993-2006: Assessoria de Imprensa do Ministro da Justiça
- 2001-2008: Secretário-Geral Adjunto TRD
- 2001-2008: Ativista cívico, jornalista, tradutor e ator
- 2012-2016: Presidente do grupo parlamentar da UNITA
- 2014-: vice-presidente da UNITA

## Formação
Licenciado em Gestão de Empresas - Ciências Económicas pela Universidade Lusíada de Angola